# Czetfalwa
Czetfalwa (ukr. Четфалва – Czetfalwa, węg. Csetfalva) – wieś w obwodzie zakarpackim Ukrainy (na Zakarpaciu).

## Ludność
W 2001 roku liczyło 755 mieszkańców. Wśród nich 735 (97,35%) to węgrzy, 18 (2,38%) to ukraińcy, a 2 (0,27%) to rosyjski.